# Chamaegastrodia
Chamaegastrodia – rodzaj roślin z rodziny storczykowatych (Orchidaceae Juss.). Obejmuje 4 gatunki występujące naturalnie w Azji.

## Rozmieszczenie geograficzne
Przedstawiciele rodzaju rosną naturalnie w Azji od Indii do Japonii.

## Biologia i ekologia
Niewiele wiadomo na temat ekologii tych roślin, z tym wyjątkiem, że rosną one pod ziemią w próchnicy na piętrach lasów od 1500 do 2600 m n.p.m. Chamaegastrodia shikokiana prawdopodobnie rośnie na niższych wysokościach w Japonii, ale dokładnych danych brak.

## Systematyka
Pozycja systematyczna według Angiosperm Phylogeny Website (aktualizowany system APG III z 2009)
Rodzaj sklasyfikowany do podplemienia Goodyerinae w plemieniu Cranichideae, podrodzina storczykowe (Orchidoideae), rodzina storczykowate (Orchidaceae), rząd szparagowce (Asparagales) w obrębie roślin jednoliściennych. 
Wykaz gatunków
- Chamaegastrodia guidongensis L.Wu, H.Z.Tian & C.Z.Huang
- Chamaegastrodia inverta (W.W.Sm.) Seidenf.
- Chamaegastrodia shikokiana Makino & F.Maek.
- Chamaegastrodia vaginata (Hook.f.) Seidenf.

## Zastosowanie
Rośliny z tego rodzaju zasadniczo nie są uprawiane.